# AEG DE-IC2000N
AEG DE-IC2000N – spalinowy zespół trakcyjny wyprodukowany dla kolei greckiej. Zespół trakcyjny powstał przed zjednoczeniem Niemiec  jest wynikiem współpracy zakładów z Niemiec Wschodnich i Zachodnich. Koleje greckie kupiły 12 tych spalinowych zespołów trakcyjnych, które osiągają wysokie prędkości. Kursowały na greckiej trasie kolejowej Ateny-Saloniki